# Rhabdogaster meilloni
Rhabdogaster meilloni är en tvåvingeart som beskrevs av H. Oldroyd 1974. Rhabdogaster meilloni ingår i släktet Rhabdogaster och familjen rovflugor. Inga underarter finns listade i Catalogue of Life.